# Jagjongkkun ildzsi
A Jagjongkkun ildzsi (hangul: 야경꾼일지, handzsa: 夜警꾼日誌, RR: Yagyeongkkun ilji), angol címén The Night Watchman’s Journal, dél-koreai történelmi fantasy sorozat, fúziós szaguk (sageuk), melyet az MBC csatorna kezdett vetíteni 2014. augusztus 4-én. A főbb szerepekben Csong Iru (Jung Il-woo), Ko Szonghi (Go Sung-hee), U-Know Yunho és Szo Jedzsi (Seo Ye-ji) látható.

## Történet
Csoszon (Joseon) királyát egy titkos társaság, az Éjszakai Őrség támogatja, melynek tagjai képesek szellemekkel harcolni. Feladatuk, hogy éjjel megvédjék a királyságot a gonosz erőktől. A gonosz Szadam (Sadam) sámán hatalomra tör és megbetegíti a trónörököst, I Rin (Lee Rin)t. A betegségnek egyetlen gyógyíre van, egy titokzatos virág, melyet csak egy, a hegyekben elzártan élő különleges törzs sámánnője tud virágba borítani. A király és az Éjszakai Őrség felkerekedik, hogy megtalálják a törzset. Mikor azonban rájuk bukkannak, kiderül, Szadam (Sadam) elrabolta a lányt, és felajánlani készül a Sárkánynak. Mindez azonban csapda, amiről a királynak sejtelme sincs. Miután megmentik a lányt és elpusztítják a sárkányt, ami kővé dermed, a sámánnő virágba borítja a különleges növényt és a királynak ajándékozza. csakhogy Szadam (Sadam) gonosz varázslattal bír a lány felett és rajta keresztül megmérgezi a király lelkét, aki hazaérve teljesen megőrül, lemészárolja a saját családját és udvartartását, és kisfiát is meg akarja ölni. A gyermeket  Cso Szanghon (Jo Sang-heon), az Éjszakai Őrség parancsnoka menti meg saját élete árán. A királyt, miután kijózanodik, kivégzik, a népnek pedig árulást hazudnak. Ennek szellemében Rinnek el kell hagynia a palotát, trónját féltestvére, Kiszan (Gisan) kapja meg, aki szívből utála testvérét, mert apjuk őt favorizálta. 
Felnőttként Rin a Volgang (Wolgang) nagyherceg nevet viselve playboy életet folytat, így rejtegeti a szívében lakozó keserűséget és a félelmet, amit az apja elmebaja miatt érez. A kisfiúnak sosem mondták el az igazat, így a nagyherceg úgy nőtt fel, hogy rettegett apja emlékétől, aki kardot fogott rá. A herceg különös képességgel bír: látja a szellemeket, ezt azonban titkolni igyekszik. csakhogy az életlbe betoppan Toha (Do-ha), annak a sámánnőnek a húga, akit Szadam (Sadam) elhurcolt. A lány szentül hiszi, hogy nővére életben van, és a fővárosba indul megkeresni. Itt találkozik össze a herceggel, és Cso (Jo) kapitánnyal, akinek még egy esélyt adott a Halál: visszaengedte a lelkét a testébe, cserébe megígértette vele, hogy nem foglalkozik többé szellemekkel. A kapitány így egyszerű kovácsként éli az életét. A halottnak hitt Szadam (Sadam) azonban 12 év után felbukkan, hogy megkeresse a kővé meredt Sárkányt és felélesztve azt elpusztítsa az országot. Az elmebajjal (többszörös személyiséggel) küszködő, labilis királynak könnyen a bizalmába férkőzik, és megkezdi nagyszabású tervét a szellemek erejének összegyűjtéséhez. Csak az Éjszakai Őrség állíthatná meg, azonban minden tagjuk halott – kivéve a kovácsot. 

## Szereplők
- Csong Iru (Jung Il-woo) mint I Rin (Lee Rin) (Volgang (Wolgang) nagyherceg)
- Ko Szonghi (Go Sung-hee) mint Toha (Do-ha), sámánnő
- U-Know Yunho mint Muszok (Moo-seok), testőr, harcos
- Szo Jedzsi (Seo Ye-ji) mint Pak Szurjon (Park Soo-ryeon), a miniszterelnök lánya
- Jun Thejong (Yoon Tae-young) mint Cso Szanghon (Jo Sang-heon), az Éjszakai Őrség parancsnoka, később kovács
- Kim Hungszu (Kim Heung-soo) mint Kiszan (Gisan) herceg, később a király
- Kim Szongo (Kim Sung-oh) mint Szadam (Sadam), gonosz erőkkel rendelkező sámán

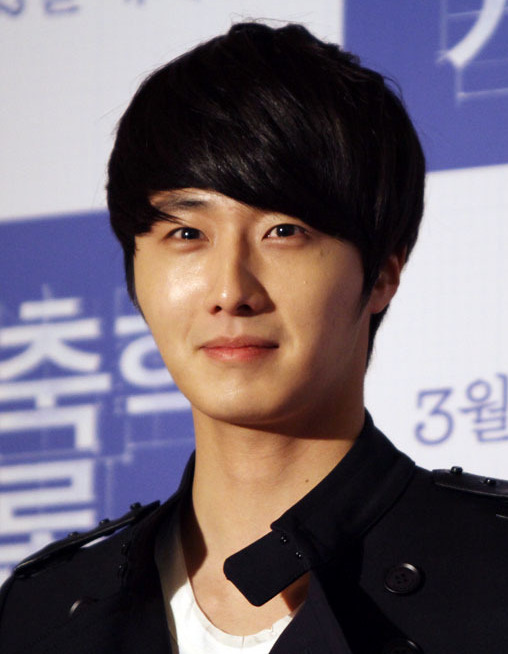
Csong Iru (Jung Il-woo)
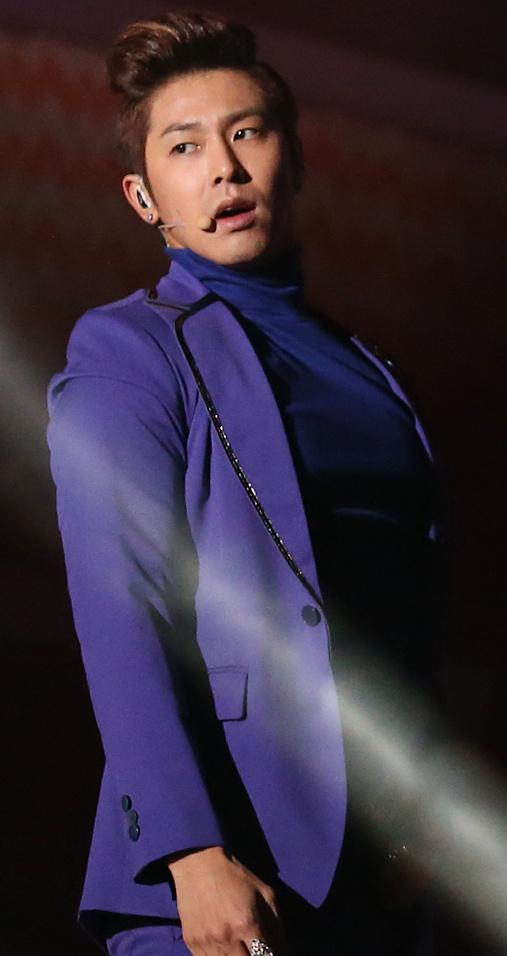
U-Know Yunho